# T Tauri

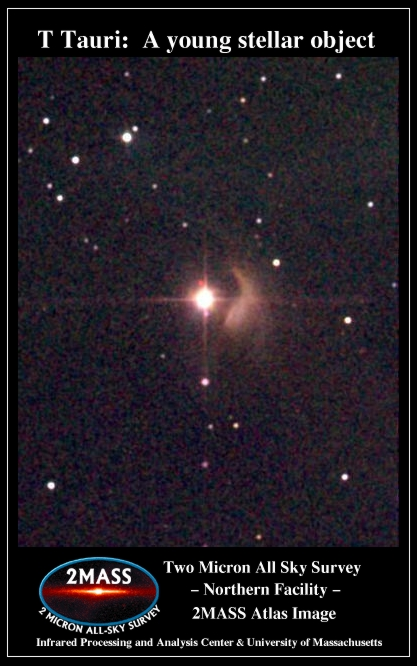
Steaua T Tauri în infraroșu.

T Tauri este o stea variabilă din constelația Taurus, prototipul stelelor T Tauri. A fost descoperită în octombrie 1852 de către John Russell Hind. T Tauri este observată de pe Terra în dreptul grupului de stele Hyades, în apropiere de ε Tauri; dar este de fapt la 420 de ani lumină în spatele ei și nu a fost formată odată cu celelalte.
La fel ca celelalte stele T Tauri, ea este foarte tânără, având doar un milion de ani. Distanța față de Pământ este de aproximativ 580 de ani lumină, magnitudinea sa aparentă, imprevizibil, variază de la aproximativ 9,3 la 14.
Sistemul T Tauri este compus din cel puțin trei stele, dintre care una singură emite în spectrul vizibil; celelalte două emit mai ales în infraroșu, precum și în domeniul radio, cel puțin una dintre ele. Observații efectuate cu ajutorul radiotelescopului Very Large Array au arătat că astrul cel mai tânăr (steaua T Tauri propriu-zisă) și-a schimbat brusc orbita după ce a trecut foarte aproape de una din companioanele sale, și poate chiar a fost ejectată din sistem. 
Foarte aproape de sistemul stelar se găsește NGC 1555, o nebuloasă de reflexie (cunoscută sub denumirea de Nebuloasa lui Hind sau Nebuloasa variabilă a lui Hind). Aceasta este iluminată de T Tauri, iar luminozitatea sa variază, prin urmare, în același mod cu cea a stelei. Nebuloasa NGC 1554 era probabil asociată cu T Tauri, când ea a fost observată în 1868 de Otto Struve, dar de atunci ea a dispărut, sau poate chiar nu a existat vreodată. Este cunoscută sub numele de Nebuloasa pierdută a lui Struve.
Un obiect Herbig-Haro este asociat stelei T Tau.